# بليدة (كتاوة)
بليدة هي إحدى مشيخات المملكة المغربية، تتبع جغرافيا لإقليم زاكورة وإداريًا لكتاوة. يقدر عدد سكانها بـ 2315 نسمة حسب الإحصاء الرسمي للسكان والسكنى لسنة 2004.